# Élections législatives vietnamiennes de 2021
Les élections législatives vietnamiennes de 2021 ont lieu le 23 mai 2021 afin de renouveler les membres de l'Assemblée nationale du Vietnam.

## Contexte
Le Parti communiste vietnamien est le seul à pouvoir présenter des candidats dans le cadre d'un régime à parti unique. Lors des élections législatives de mai 2016, il obtient ainsi 475 sièges sur 496, le reste revenant à des candidats officiellement indépendants majoritairement réunis avec lui au sein du Front de la Patrie du Viêt Nam.

## Système électoral

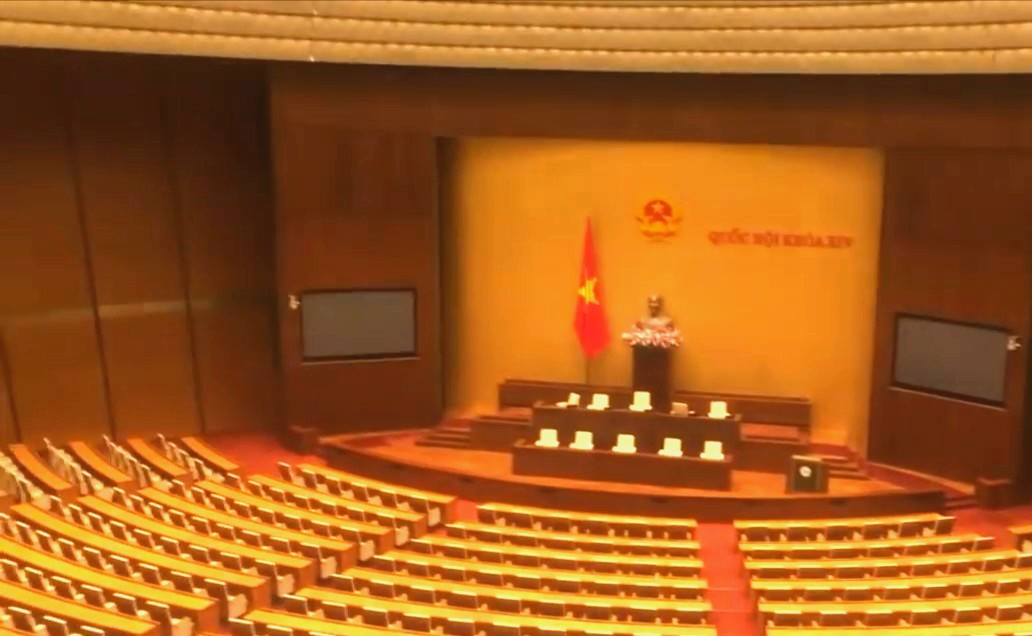
Lieu de réunion de l'assemblée à Hanoï.

L'Assemblée nationale est un parlement unicaméral doté d'un maximum de 500 sièges pourvus pour cinq ans au scrutin majoritaire plurinominal à deux tours dans 184 circonscriptions. Sont déclarés élus les candidats qui obtiennent le plus grand nombre de voix et plus de la moitié des suffrages exprimés dans la circonscription. À défaut, ou si le taux de participation dans la circonscription est inférieur à 50 %, un second tour est organisé entre les candidats restants pour les sièges restants à pourvoir, et ceux recueillant le plus de suffrages sont élus. En pratique, les élections ont lieu en un seul tour en l'absence de réelle compétition.
Trois catégories de candidats sont en présence : ceux présentés par le parti, ceux présentés par des organisations de masse affiliées au parti et membres du Front de la Patrie du Viêt Nam, et des candidats individuels auto-nommés.

## Campagne et candidats
Amnesty International dénonce des actes d'intimidation par la police à l'encontre de personnes tentant d'exercer leur liberté d'expression critique durant la campagne. Tran Quoc Khanh, qui commente régulièrement les questions de droits de l'homme au Viêt Nam sur un média social et qui avait exprimé l'intention de se présenter aux élections comme candidat indépendant, est arrêté le 10 mars. Le Trong Hung, journaliste citoyen qui avait déposé une demande de validation de sa candidature indépendante, est lui aussi arrêté par la police le 27 mars. Sont également arrêtés Nguyen Thuy Hanh, activiste qui « levait des fonds pour les familles de prisonniers d'opinion », Nguyen Tuong Thuy, journaliste indépendant, et Nguyen Quoc Huy, poète et porte-parole des pauvres de l'ethnie cham.
Huit-cent-soixante-huit candidats sont finalement autorisés, dont 794 sont présentés par le Parti communiste. À l'âge de 77 ans, Nguyễn Phú Trọng, le chef (secrétaire-général) du parti, est le candidat le plus âgé. Des soixante-seize personnes ayant demandé à se présenter comme candidats indépendants (auto-nommés en dehors du Front de la Patrie), seuls neuf sont autorisées. Parmi eux sont le directeur de l'Institut d'Études sociales, économiques et environnementales à Hanoi, et le directeur-adjoint de l'Université nationale d'économie. Ce dernier avait été nommé en 2016 par l'université, organe affilié au parti, et élu député, mais doit se présenter comme candidat indépendant en 2021 car il est trop âgé pour être nommé comme candidat par l'université.

## Résultats
|                                      |                                      |                             |            |       |        |     |  |  |  |
| Parti                                | Parti                                | Parti                       | Vote       | %     | Sièges | +/– |  |  |  |
|                                      |                                      | Parti communiste vietnamien |            |       | 486    | 11  |  |  |  |
|                                      | Membres affiliés                     |                             |            | 10    | 9      |     |  |  |  |
| Total Front de la Patrie du Viêt Nam | Total Front de la Patrie du Viêt Nam |                             |            | 496   | 2      |     |  |  |  |
|                                      | Indépendants                         | Indépendants                |            |       | 4      | 2   |  |  |  |
|                                      |                                      |                             |            |       |        |     |  |  |  |
| Votes valides                        |                                      |                             |            |       |        |     |  |  |  |
| Votes blancs et nuls                 |                                      |                             |            |       |        |     |  |  |  |
| Total                                | Total                                | Total                       | 69 243 604 | 100   | 500    | 4   |  |  |  |
| Abstentions                          | Abstentions                          | Abstentions                 | 279 529    | 0,40  |        |     |  |  |  |
| Inscrits / participation             | Inscrits / participation             | Inscrits / participation    | 69 523 133 | 99,60 |        |     |  |  |  |

## Analyse
Le parti unique remporte la quasi-totalité des sièges, seuls quatre indépendants parvenant à être élus. Dans la première circonscription de la province de Binh Duong, un candidat voit son élection annulée par le comité électoral national en raison de critères d'éligibilité non respectés, ce qui ramène le total des membres de l'assemblée élue à 499 députés. La participation, en légère hausse, s'établit à 99,60 % des inscrits. Pour la première fois, plus de 30 % des députés sont des femmes, tandis que 296 députés sont élus pour la première fois, contre 203 députés sortants,.